# Мусагеница (станція метро)
Мусагеница (болг. Мусагеница) — спільна станція Першої та Четвертої ліній Софійського метрополітену. Введена в експлуатацію 8 травня 2009
крита наземна станція з двома береговими платформами, Довжина платформи 102 м., розташована на бул. «Андрій Сахаров», на існуючому мосту. Має один вестибюль, розташований під станцією. Станція має попередньо закладену функціональну схему і розміри, які обумовлені конструкцією моста і не можуть бути змінені.
Станція є компактним за формою циліндром еліптичного перетину, з комунікаціями що поступово розширюється в центральній зоні.
Виконана в нетрадиційному для станції метро стилі, чиї овальні обсяги, ажурна конструкція, свіжі квіти і матеріали створюють ефект легкості. Динаміка чергування щільних і прозорих підлог підкреслює рух, а комбінація блакитного і тепло-жовтого кольору в інтер'єрі символізують небо і сонце, повітря і світло.
Із зовнішнього боку станція являє прозорий синьо-зелений тубус, обтятий щільними сріблястими кільцями. Покрита полікарбонатом з ультрафіолетовим захистом і різним ступенем прозорості. Тубус обшитий алюмінієвим оздобленням з ізоляцією, що оберігає пасажирів від літньої спеки.
З невідомих причин станція є єдиною з усіх станцій, на якій неможлива безкоштовна пересадка з однієї платформи на іншу платформу.
Архітектори: арх. Олена і арх. Фарід Пактіавал, інж.арх. Румяна Костадинова

## Галерея

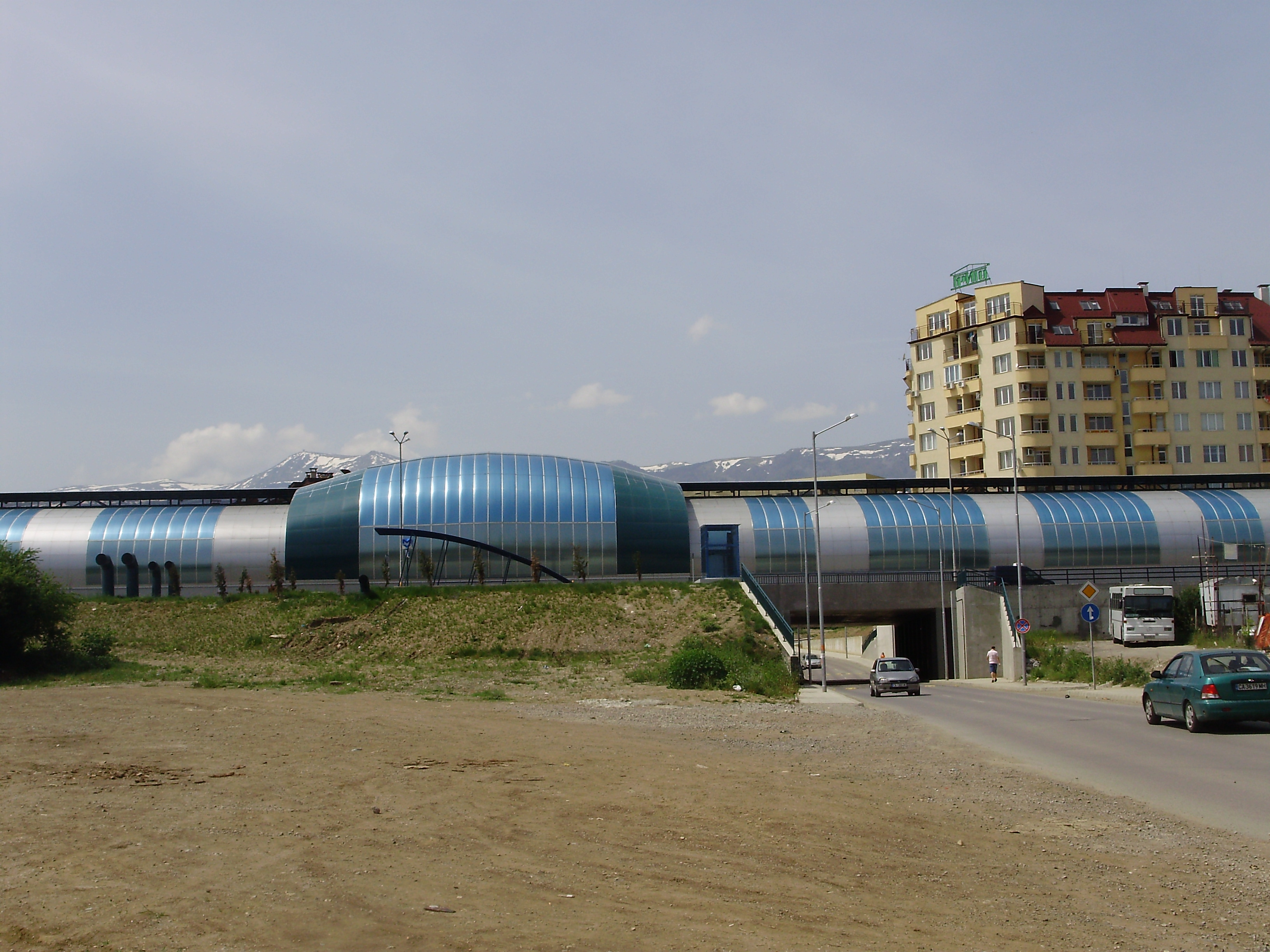
Мусагеница, зовнішній вигляд
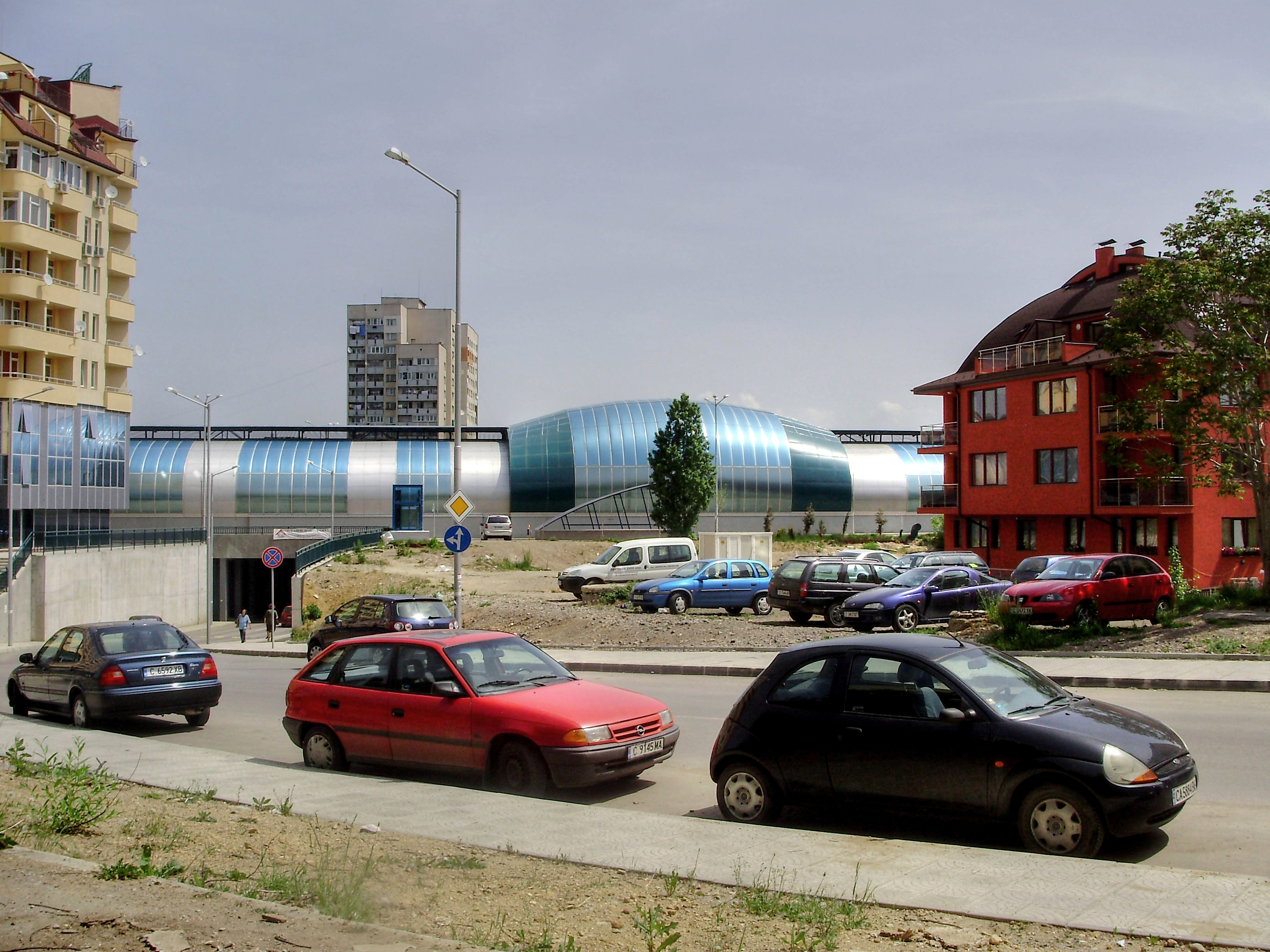
Мусагеница, зовнішній вигляд

## Ресурси Інтернету
- Офіційний сайт Софійського метрополітену(болг.)
- Станція Мусагеница на офіційному сайті(болг.)
- 360° панорамне зображення станції